# Micani (Chuquihuta)
Micani (auch: Mick'ani oder Milcani) ist eine Ortschaft im Departamento Potosí im südamerikanischen Anden-Staat Bolivien.

## Lage im Nahraum
Micani liegt in der Provinz Rafael Bustillo und ist die viertgrößte Ortschaft in dem seit Juni 2009 selbständigen Municipio Chuquihuta, das vor der Selbständigkeit ein Kanton im südlichen Teil des Municipio Uncía war. Die Ortschaft liegt auf einer Höhe von 3985 m im Quellbereich eines Zuflusses zum Río Vila Khara, der in den Río Tres Mojones mündet.

## Geographie
Micani liegt am Übergang des Hochlandes von Oruro in das Gebirge von Potosí. Die Region ist im Norden und Westen von Hochgebirgszügen der Cordillera Central begrenzt. Die Vegetation ist die der Puna, das Klima ein typisches Tageszeitenklima, bei dem die täglichen Temperaturschwankungen größer sind als die monatlichen Schwankungen.
Die mittlere Jahresdurchschnittstemperatur liegt bei 9 °C, die Monatsdurchschnittswerte schwanken zwischen knapp 5 °C im Juni/Juli und 11 °C von November bis März (siehe Klimadiagramm Uncía). Der Jahresniederschlag beträgt 370 mm und fällt vor allem in den Sommermonaten, die aride Zeit mit Monatswerten von maximal 10 mm dauert von April bis Oktober.

## Verkehrsnetz
Micani liegt in einer Entfernung von 217 Straßenkilometern nordwestlich von Potosí, der Hauptstadt des Departamento Potosí.
Von Potosí führt die asphaltierte Nationalstraße Ruta 1 in nördlicher Richtung 111 Kilometer nach Cruce Culta. Von dort führt eine Landstraße in nordöstlicher Richtung bis zur Ortschaft Macha und trifft dort auf die Ruta 6.
Man folgt der Ruta 6 nach Nordwesten über Huancarani und Pocoata.
27 Kilometer hinter Pocoata, vier Kilometer vor der Ortschaft Tacopalca, zweigt bei dem Weiler Morochata (35 Einwohner) eine unbefestigte Nebenstraße in nördlicher Richtung von der Ruta 6 ab und erreicht auf zahlreichen Serpentinen über Chusilonqueri und Hustaya die Ortschaft Huacuta. Einen Kilometer hinter Huacuta trifft die Straße auf die Verbindung zwischen Belén und Micani, der man drei Kilometer nach Norden bis Micani folgt.

## Bevölkerung
Die Einwohnerzahl des Ortes ist in dem Jahrzehnt zwischen den beiden letzten Volkszählungen fast unverändert geblieben:
| Jahr | Einwohner   | Quelle       |
| ---- | ----------- | ------------ |
| 1992 | keine Daten | Volkszählung |
| 2001 | 442         | Volkszählung |
| 2012 | 454         | Volkszählung |
| 2024 |             | Volkszählung |